# Disco dance
Disco Dance was een tijdschrift dat van 1980 tot en met 1992 werd uitgegeven door Stichting Nederlandse Top 40 en in 1993 door uitgeverij Muziek en Beeld Media. Het tijdschrift was vooral gericht op diskjockeys en was het eerste Nederlandse dance-tijdschrift.  
Van 1980 tot en met 1984 werd het tijdschrift onder de naam Disco Deejay Service uitgegeven. In de eerste twee jaren was het tijdschrift volledig zwart wit; vanaf 1982 was de omslag in kleur. Vanaf 1985 ging het tijdschrift verder onder de naam Disco Dance. Het aantal bladzijdes nam in de loop van de jaren toe van 20 naar 40 en de opmaak werd geprofessionaliseerd.
Na 1993 werd het tijdschrift opgevolgd door 10Dance dat op een breder publiek gericht was. 10Dance werd eveneens door Muziek en Beeld Media uitgegeven.
Het blad bestond uit recensies van nieuwe platen, recensies van nieuwe apparatuur voor studio's en drive-in shows, interviews met artiesten, interviews met dj's, uitleg over techniek voor studio's en drive-in shows en hitlijsten. Er waren verslagen van muziekbeurzen die voor diskjockeys relevant waren zoals Discoh 81, 82, 83 en 84, Music 85, 86, 87 en Music & Harmony 88, 89, 90 en 91.   
Het tijdschrift organiseerde mixwedstrijden waarbij lezers hun zelf gemaakte mixen konden insturen. Winnaars waren onder meer Ruud van Rijen, Bob Snoeier, Ramon Roelofs en Tiësto.
Er werd verslag gedaan van de Nederlandse kampioenschappen livemixen en van de wereldkampioenschappen livemixen die door de DMC georganiseerd werden.
De muziekrecensies werden onder andere geschreven door Martin Jessurun, Jan Huisman, Jan Kous (pseudoniem van Sjeng Stokkink, vanaf 1987 eindredacteur), Grandmaster O (Oscar Smit), Corné Klijn, DJ Sven, Saul Poolman, Marcello (Marcel van de Belt), DJ Murderhouse (Ad de Feijter), Eric Cycle (Erik van Putten), Rob Boskamp, Ron de Joode en Gijsbert Kamer. Er stonden ook columns in van radio-dj's zoals Robin Albers en Jeroen van Inkel.